# Isla Quenata
Quenata, también escrito Kenata, es una isla lacustre en Bolivia, ubicada en el lago Titicaca de la región del Altiplano. Administrativamente se encuentra en el municipio de Copacabana de la provincina de Manco Kapac en el departamento de La Paz, en la zona occidental del país.